# Стів Амбрі
Стів Амбрі (порт. Steve Ambri, нар. 12 серпня 1997, Мон-Сент-Еньян) — французький футболіст, нападник клубу «Сошо» і національної збірної Гвінеї-Бісау.

## Клубна кар'єра
Народився 12 серпня 1997 року в місті Мон-Сент-Еньян. Вихованець юнацьких команд футбольних клубів «Фрілез», «Гавр» та «Гонфревіль». У дорослому футболі дебютував 2015 року виступами за головну команду останнього в Другому дивізіоні Аматорського чемпіонату Франції.
2015 року перейшов до «Валансьєнна», де спочатку грав за другу команду, а по ходу сезону 2016/17 дебютував на рівні Ліги 2 за основну команду клубу.
У липні 2020 року перебрався до «Сошо», іншого представника французького другого дивізіону.

## Виступи за збірні
2018 року провів одну гру у складі юнацької збірної Франції (U-18).
2021 року погодився захищати кольори історичної батьківщини і дебютував в офіційних матчах у складі національної збірної Гвінеї-Бісау.
У її складі був учасником Кубка африканських націй 2021 року, що проходив на початку 2022 року в Камеруні.

## Статистика виступів

### Статистика клубних виступів
Станом на 17 лютого 2021
| Сезон                  | Команда                | Чемпіонат              | Чемпіонат | Чемпіонат | Національний кубок | Національний кубок | Національний кубок | Континентальні кубки | Континентальні кубки | Континентальні кубки | Інші змагання | Інші змагання | Інші змагання | Усього | Усього | Усього |
| Сезон                  | Команда                | Ліга                   | Ігор      | Голів     | Ліга               | Ігор               | Голів              | Ліга                 | Ігор                 | Голів                | Ліга          | Ігор          | Голів         | Ігор   | Голів  |        |
| ---------------------- | ---------------------- | ---------------------- | --------- | --------- | ------------------ | ------------------ | ------------------ | -------------------- | -------------------- | -------------------- | ------------- | ------------- | ------------- | ------ | ------ | ------ |
| 2014–15                | «Гонфревіль»           | АЧФ2                   | 3         | 0         |                    | -                  | -                  |                      | -                    | -                    |               | -             | -             | 3      | 0      |        |
| 2015–16                | «Валансьєнн-2»         | АЧФ2                   | 7         | 0         |                    | -                  | -                  |                      | -                    | -                    |               | -             | -             | 7      | 0      |        |
| 2019–20                | «Валансьєнн-2»         | АЧФ2                   | 2         | 2         |                    | -                  | -                  |                      | -                    | -                    |               | -             | -             | 2      | 2      |        |
| 2016–17                | «Валансьєнн»           | Л2                     | 8         | 0         | КФ+КЛ              | 1+0                | 0                  |                      | -                    | -                    |               | -             | -             | 9      | 0      |        |
| 2017–18                | «Валансьєнн»           | Л2                     | 26        | 2         | КФ+КЛ              | 1+2                | 1+2                |                      | -                    | -                    |               | -             | -             | 29     | 5      |        |
| 2018–19                | «Валансьєнн»           | Л2                     | 11        | 0         | КФ+КЛ              | 1+1                | 0                  |                      | -                    | -                    |               | -             | -             | 13     | 0      |        |
| 2019–20                | «Валансьєнн»           | Л2                     | 15        | 0         | КФ+КЛ              | 2+1                | 0                  |                      | -                    | -                    |               | -             | -             | 18     | 0      |        |
| Усього за Valenciennes | Усього за Valenciennes | Усього за Valenciennes | 60        | 2         |                    | 9                  | 3                  |                      | -                    | -                    |               | -             | -             | 69     | 5      |        |
| 2020–21                | «Сошо»                 | Л2                     | 20        | 1         | КФ                 | 1                  | 0                  |                      | -                    | -                    |               | -             | -             | 21     | 1      |        |
| Усього за кар'єру      | Усього за кар'єру      | Усього за кар'єру      | 92        | 5         |                    | 10                 | 3                  |                      | -                    | -                    |               | -             | -             | 102    | 8      |        |